# Liu Fang

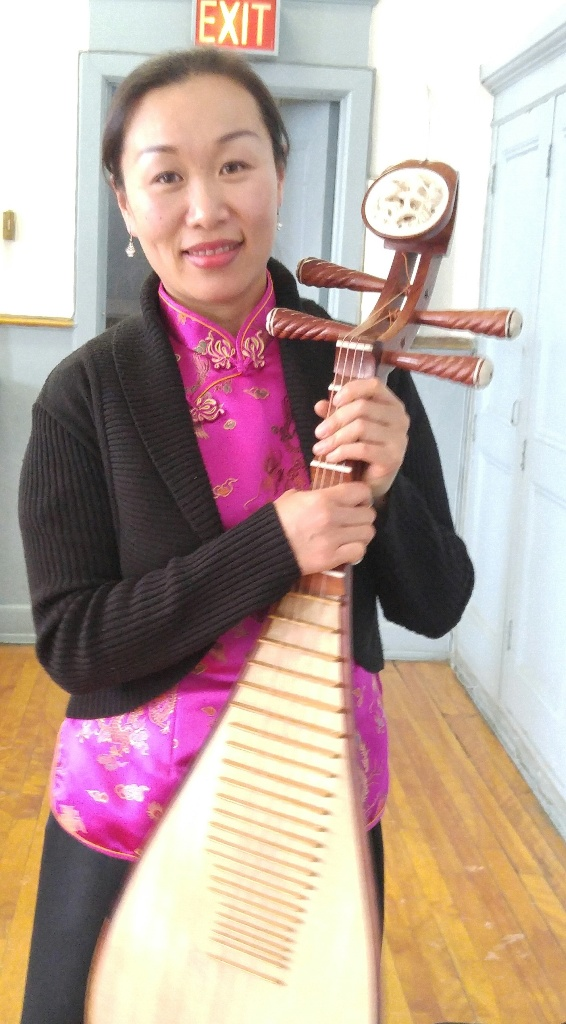

Liu Fang (en chino simplificado, 刘芳; en chino tradicional, 劉芳; Kunming, Yunnan, 1974 -)es una solista de pipa y guzheng que reside en Montreal desde 1996.
Liu Fang empezó a estudiar Pipa a la edad de seis años y dio su primer concierto como solista cuando tenía sólo nueve. En 1986 tocó para la reina Isabel de Inglaterra en la visita de Su Majestad a China. Laureada con diversos premios provinciales y nacionales, se graduó por el Conservatorio de Música de Shanghái, donde además estudió el Guzheng, un tipo de cítara china. Se trasladó a Canadá en 1996.

## Premios
- Future Generations Millennium Prize, Juni 2001
- Grands prix de l'Académie Charles-Cros, 2006

## Discografía
Álbumes en solitario
- The soul of pipa, vol. 3: Pipa Music from Chinese folk traditions, Philmultic, 2006
- Emerging Lotus: Chinese traditional guzheng music, Philmultic, 2005
- The soul of pipa, vol. 2: Chinese classical Pipa Music: from the ancient to the recent, Philmultic, 2003
- The soul of pipa, vol. 1: Chinese Pipa Music from the classical tradition, Philmultic, Canada, 2001
- Chinese Traditional Pipa Music: Oliver Sudden Productions Inc, Canada/USA, 1997

Duo et ensembles
- Along the Way - Duo pipa & violin: Philmultic, 2010
- Changes - Duo pipa & Guitar: Philmultic, 2008
- Le son de soie: Accords-Croisés/Harmonia Mundi, Paris, 2006
- Mei Hua - Fleur de prunier: ATMA Classique, Canada, 2004
- Arabic and Chinese music: Liu Fang et Farhan Sabbagh, Philmultic, 2000
- Musique chinoise: Solo, duo, et avec orchestre de chambre, Philmultic, 1999